# Les Cent et Une Nuits de Simon Cinéma
Ne doit pas être confondu avec Les Cent et Une Nuits.
Pour plus de détails, voir Fiche technique et Distribution.
Les Cent et Une Nuits de Simon Cinéma est un film franco-britannique sorti le 25 janvier 1995, réalisé par Agnès Varda.

## Synopsis
Monsieur Cinéma (Michel Piccoli) est presque centenaire, vit seul dans son immense villa et perd la mémoire. Il croit être le cinéma à lui tout seul et engage la jeune et jolie spécialiste Camille (Julie Gayet) pour raviver sa mémoire qui flanche et pour lui raconter des histoires sur les films qu'il a réalisés.
Pour elle, c'est faire du cinéma qui a un sens et, afin d'aider son amoureux Mica (Mathieu Demy) à tourner son premier film, elle envisage de comploter pour empocher l'héritage de M. Cinéma dont l'arrière-petit-fils et seul héritier a disparu. Les jeunes décident que Vincent (Emmanuel Salinger), récemment revenu des Indes, a le profil rêvé pour être l'imposteur. M. Cinéma est content de retrouver le dernier de sa famille. Mais il a plus d'un tour dans son sac et pas du tout l'intention de mourir...

## Fiche technique
- Titre : Les Cent et Une Nuits de Simon Cinéma
- Réalisation : Agnès Varda
- Scénario : Agnès Varda
- Producteur : Dominique Vignet
- Société de production: France 3 Cinéma (France), Ciné-Tamaris (France), Recorded Picture Company (RPC) Grande-Bretagne
- Son : Jean-Pierre Duret
- Photographie : Éric Gautier
- Montage : Hugues Darmois
- Pays d'origine :  France -  Royaume-Uni
- Format : couleur - son : Dolby - 1,66:1 - 35 mm
- Genre : comédie
- Durée : 101 minutes
- Dates de sortie : 
  - France : 25 janvier 1995

## Distribution
- Michel Piccoli : Simon Cinéma
- Marcello Mastroianni : l'ami italien
- Henri Garcin : Firmin, le majordome
- Julie Gayet : Camille Miralis
- Mathieu Demy : Camille, dit Mica
- Emmanuel Salinger : Vincent, revenant des Indes
- Anouk Aimée : Anouk, en flash-back
- Fanny Ardant : la star qui tourne la nuit
- Jean-Paul Belmondo : Professeur Bébel
- Romane Bohringer : la jeune fille en violet
- Sandrine Bonnaire : la vagabonde métamorphosable
- Jean-Claude Brialy : le guide des Japonais
- Patrick Bruel : le premier orateur
- Alain Delon : Alain Delon, en visite
- Catherine Deneuve : la star-fantasme
- Robert De Niro : le mari de la star-fantasme en croisière
- Gérard Depardieu : Gérard Depardieu, en visite
- Harrison Ford : Harrison Ford à Hollywood
- Denis Sebbah : Robert, dit Bob
- Gina Lollobrigida : l'épouse médium du professeur Bébel
- Jeanne Moreau : la première ex-épouse de M. Cinéma
- Hanna Schygulla : la seconde ex-épouse de M. Cinéma
- Sabine Azéma : Sabine / Irène
- Jane Birkin : celle qui dit radin
- Arielle Dombasle : la chanteuse à la Garden-party
- Stephen Dorff : un acteur muet à Hollywood
- Andréa Ferréol : l'étonnée
- Daryl Hannah : une actrice muette à Hollywood
- Jean-Pierre Kalfon : le premier Jean-Pierre
- Jean-Pierre Léaud : le second Jean-Pierre
- Emily Lloyd : une actrice muette à Hollywood
- Assumpta Serna : une actrice muette à Hollywood
- Martin Sheen : un acteur muet à Hollywood
- Harry Dean Stanton : un acteur muet à Hollywood
- Daniel Toscan du Plantier : le second orateur
- Isabelle Adjani : (images d'archive à Cannes)
- Jean-Hugues Anglade : (images d'archive)
- Daniel Auteuil : (images d'archive)
- Clint Eastwood : (images d'archive)
- Virna Lisi : (images d'archive à Cannes)
- Maximilien Maussion : le petit clap
- Salomé Blechmans : la petite Lili
- Carole Benoit : la Nïmoise, la servante acrobate
- Weiwei Melk : la Chinoise, servante aux assiettes
- Christian Bouillette : le jardinier au château
- Frédéric Darie : le laveur de vitres
- Alexia Stresi : Alexia / Fleur de sang
- Antoine Desrosières : Antoine
- Marie Piémontèse : Sylvie
- Jean-Claude Romer : l'historien de cinéma
- Daniel Dublet : un visiteur
- Benjamin Salinger : Marco, le frère de Vincent
- Éléonore Pourriat : Mylène, l'amie de Camille
- Marina Castelnuovo : celle comme Liz T.
- Vincent Ortmann : le premier des frères Lumière
- Francisco Rabal : la voix de Luis Buñuel dans la vache
- Eric Zaouali : le second des frères Lumière
- Stéphane Krausz : le chef op'
- Bernard Bastide : Gaston, le garçon de café
- Louis Cézanne : Stéphane
- Michèle Benoist : une visiteuse
- Léonard Vindry : un visiteur
- Bernadette Gomez : une visiteuse
- Bertrand Lalande : un visiteur
- Didier Rouget : l'élève de Mandrake
- Gary Chekchak : l'électricien
- René Basly : un des sept nains
- Ludovic Guéguan : un des sept nains
- Marcel Guéguan : un des sept nains
- François Guillot : un des sept nains
- Chérif Hamchaoui : un des sept nains
- Filippo Paese : un des sept nains
- Nicolas Pissaboeuf : un des sept nains
- Sandra Bernhard : la première quêteuse
- Emmanuelle Gaborit : la seconde quêteuse
- Henri Morelle : le curé-nageur
- Jean-Pierre Moerman : le notaire

## Autour du film
- Ce film présente une pléiade d'acteurs dont certains ne seront plus dans le montage final :
  - Françoise Arnoul
  - Maurice Baquet
  - Arnaud Bossu
  - Blanchette Brunoy
  - Leslie Caron
  - Louis Cézanne
  - Arielle Dombasle
  - Paulette Dubost
  - Jean-Pierre Kalfon
  - Jean-Pierre Léaud
  - Chiara Mastroianni
  - Jacques Monory
  - Mila Parély
  - Marie-France Pisier
  - Melvil Poupaud
  - Jean Rochefort
  - Catherine Rouvel